# Yalgo (Lalgaye)
Pour les articles homonymes, voir Yalgo.
Yalgo est une localité située dans le département de Lalgaye de la province du Koulpélogo dans la région Centre-Est au Burkina Faso.

## Géographie
La commune est traversée par la route nationale 3.

## Santé et éducation
Yalgo accueille un centre de santé et de promotion sociale (CSPS).